# Winter World University Games 2025/Teilnehmer (Argentinien)
| Gelbes Symbol für Goldmedaillen mit stilisierten Olympischen Ringen | Graues Symbol für Silbermedaillen mit stilisierten Olympischen Ringen | Braundes Symbol für Bronzemedaillen mit stilisierten Olympischen Ringen |
| ------------------------------------------------------------------- | --------------------------------------------------------------------- | ----------------------------------------------------------------------- |
| —                                                                   | —                                                                     | 1                                                                       |

Argentinien nahm mit 4 Athleten an den Winter World University Games 2025 in Turin teil.

## Medaillen

### Medaillenspiegel
| Rang   | Sportart  | Gold | Silber | Bronze | Gesamt |
| ------ | --------- | ---- | ------ | ------ | ------ |
| 1      | Snowboard | —    | —      | 1      | 1      |
| Gesamt | Gesamt    | 0    | 0      | 0      | 1      |

### Medaillengewinner
| Name/n          | Sportart  | Wettkampf  |
| --------------- | --------- | ---------- |
| Bronze          |           |            |
| Abril Luz Casco | Snowboard | Slopestyle |

## Teilnehmer nach Sportarten

### Eiskunstlauf
| Athleten          | Wettbewerbe | Kurzprogramm/ Rhythmustanz | Kurzprogramm/ Rhythmustanz | Kür           | Kür           | Gesamt | Gesamt |
| Athleten          | Wettbewerbe | Punkte                     | Rang                       | Punkte        | Rang          | Punkte | Rang   |
| ----------------- | ----------- | -------------------------- | -------------------------- | ------------- | ------------- | ------ | ------ |
| Frauen            |             |                            |                            |               |               |        |        |
| Michelle Di Cicco | Einzel      | 23,75                      | 33                         | ausgeschieden | ausgeschieden | 23,75  | 33     |

### Ski Alpin
| Athleten     | Wettbewerbe        | 1. Lauf     | 1. Lauf | 2. Lauf       | 2. Lauf       | Gesamt      | Gesamt |
| Athleten     | Wettbewerbe        | Zeit        | Rang    | Zeit          | Rang          | Zeit        | Rang   |
| ------------ | ------------------ | ----------- | ------- | ------------- | ------------- | ----------- | ------ |
| Männer       |                    |             |         |               |               |             |        |
| Felipe Eiras | Super-G            | —           | —       | —             | —             | 1:00,11 min | 26     |
| Felipe Eiras | Riesenslalom       | 1:03,07 min | 30      | 1:04,04 min   | 29            | 2:07,11 min | 29     |
| Felipe Eiras | Slalom             | DNF         | DNF     | ausgeschieden | ausgeschieden | DNF         | DNF    |
| Felipe Eiras | Alpine Kombination | 1:01,12 min | 32      | 42,62 s       | 21            | 1:43,74 min | 28     |

### Skilanglauf
| Athleten         | Wettbewerbe                 | Zeit          | Rang |
| ---------------- | --------------------------- | ------------- | ---- |
| Männer           |                             |               |      |
| Franco Dal Farra | 10 km Freistil              | 25:31,5 min   | 23   |
| Franco Dal Farra | 20 km Massenstart klassisch | 1:04:13,3 min | 44   |

| Athleten         | Wettbewerbe      | Qualifikation | Qualifikation | Viertelfinale | Viertelfinale | Halbfinale    | Halbfinale    | Finale        | Finale        | Rang |
| Athleten         | Wettbewerbe      | Zeit          | Rang          | Zeit          | Rang          | Zeit          | Rang          | Zeit          | Rang          | Rang |
| ---------------- | ---------------- | ------------- | ------------- | ------------- | ------------- | ------------- | ------------- | ------------- | ------------- | ---- |
| Männer           |                  |               |               |               |               |               |               |               |               |      |
| Franco Dal Farra | Sprint klassisch | 3:18,95 min   | 58            | ausgeschieden | ausgeschieden | ausgeschieden | ausgeschieden | ausgeschieden | ausgeschieden | 58   |

### Snowboard
| Athleten        | Wettbewerbe | Qualifikation | Qualifikation | Finale | Finale | Rang   |
| Athleten        | Wettbewerbe | Punkte        | Rang          | Punkte | Rang   | Rang   |
| --------------- | ----------- | ------------- | ------------- | ------ | ------ | ------ |
| Frauen          |             |               |               |        |        |        |
| Abril Luz Casco | Big Air     | 45,00         | 3             | 23,25  | 4      | 4      |
| Abril Luz Casco | Slopestyle  | 20,50         | 3             | 42,25  | 3      | Bronze |